# タイムコード
タイムコード（英語: Timecode）とは、映像や音声など同期が必要な場面で用いられる、時間、時刻情報を符号化した電気信号である。

## タイムコードの種類
- SMPTEタイムコード - 映像、音響機器の同期および編集で用いられる。最小分解能は映画フィルムや映像信号の「1コマ」を示すフレーム単位である。
  - リニアタイムコード（英語版）(Linear Timecode)
  - VITC（英語版）(Vertical Interval Timecode)
- MIDIタイムコード（英語版） - MidiシーケンサーをSMPTEタイムコード利用機器との間で同期させるために考えられたフォーマットだが、現在は業務用音響機器などでも利用されている。
- 標準電波/電波時計のタイムコード(JJY)
- IRIGタイムコード（英語版） - AM変調、無変調のものが規格化されている。参考

## タイムコードの応用
- シンクロナイザ
- 電波時計